# Stade amiénois
Maillots
Le Stade amiénois  est un club de football français fondé en 1909, disparu en 1961 et basé à Amiens en Picardie.
Le club reste longtemps dans l'ombre de l'Amiens Athlétic Club, le grand club de football de la ville, bien que les deux clubs entretiennent une rivalité lorsque les deux clubs jouaient en championnat de Picardie. Le Stade amiénois, malgré quelques saisons en Promotion d'Honneur dans les années 1920, n'atteindra jamais la Division d'Honneur, alors que dans le même temps, l'Amiens AC passe professionnel en 1933. Néanmoins, le Stade amiénois s'impose comme le meilleur club amateur de Picardie dans les années 1940.
En 1947, le club fusionne avec le Sporting Club de Saint-Leu pour former Amiens Sports. Ce dernier finit par fusionner en 1961 avec l'Amiens AC, redevenu amateur, pour former l'Amiens Sporting Club.
Le seul joueur d'envergure à avoir joué au Stade amiénois est l'international Maurice Thédié. Le club jouait à partir des années 1920 sur un terrain situé route d'Albert.

## Historique

### Genèse du Stade amiénois (1909-1919)

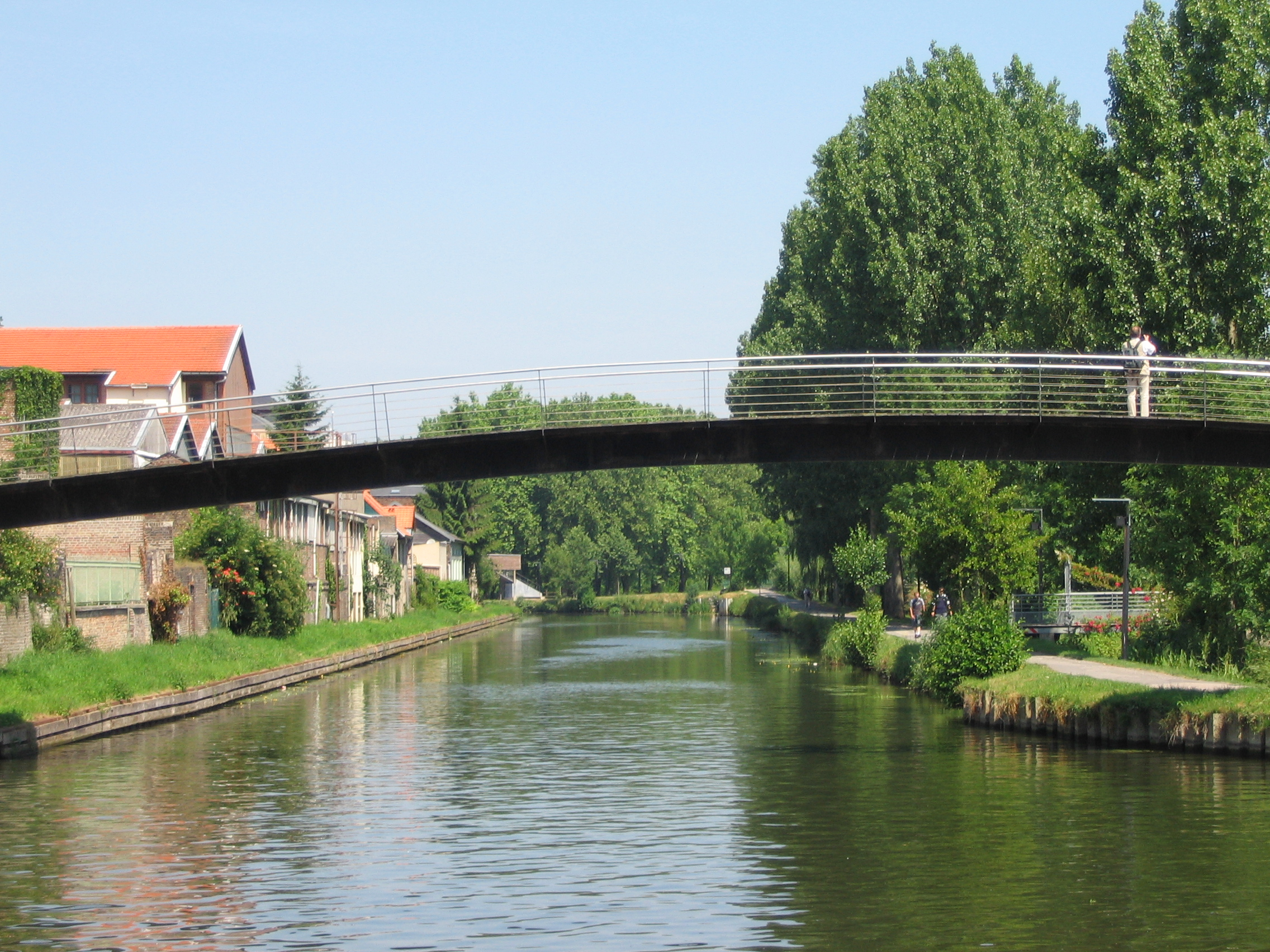
Le Stade amiénois s'implante rapidement dans le quartier Saint-Pierre d'Amiens.

En 1909, l'Association des Anciens Élèves de l'École du quartier Saint-Leu d'Amiens, qui compte alors deux équipes de football, exclue deux de ses membres pour s'être montrés incorrects envers le directeur de l'école, M. Marotte. En désaccord avec cette sanction, une vingtaine de membres démissionnent de l'association. À la suite de cet incident, cinq des membres démissionnaires, souhaitant continuer la pratique du sport, décident de fonder leur propre club. MM. Debéthune, Dimpre, Pillon, Ternisien et Tourbier fondent alors dans la foulée le Stade amiénois, club omnisports qui comprend une section football, et le rattache à l'USFSA.
En novembre 1914, peu après le début de la Première Guerre mondiale, le club possède trois équipes de football malgré la difficulté de réunir des membres. L'équipe première joue alors régulièrement contre celle de son voisin, l'Amiens Athlétic Club, dans des matchs de bienfaisance destinés aux soldats sur le terrain de la rue Henri-Daussy d'Amiens. Entre septembre et décembre 1917, le club parvient à jouer chaque dimanche un match contre des équipes locales et des équipes britanniques. Le club doit ensuite cesser momentanément son activité le 24 mars 1918, la ville étant bombardée depuis le 20 mars dans le cadre de l'opération Michael lancée par les troupes allemandes. Le 5 novembre 1918, une semaine avant l'armistice, la presse annonce la reformation du Stade amiénois. Les entrainements reprennent le 1er décembre avec vingt-six membres et des matchs sont de nouveaux organisés dans la foulée, principalement contre des équipes anglaises. Le club est alors un des trois seuls clubs sportifs amiénois à se maintenir après la guerre.

### Entre championnat régional et départemental (1919-1939)

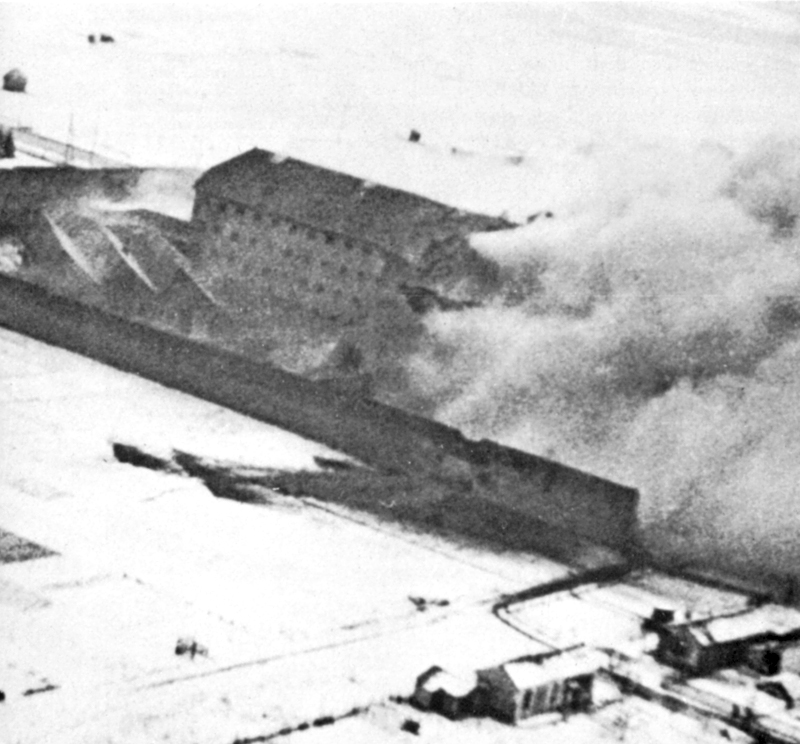
Le club se déplace en 1920 dans le Nord-Est de la ville, à proximité de la prison, photographiée ici en 1944.

En avril 1919, le football se détache de l'USFSA. Les fédérations qui organisaient les rencontres fondent alors la Fédération française de football-association (FFFA), et le Stade amiénois se retrouve rattaché en compagnie des autres clubs de la Somme à la Ligue du Nord, division régionale de la FFFA, qui force les clubs samariens à démarrer dans les divisions inférieures de ce championnat du Nord nouvellement créé. Peu après, une grande réunion de réorganisation du Stade amiénois a lieu le 24 août 1919, où la section football se retrouve dotée de sa propre commission. Lors de la saison 1921-1922, le Stade amiénois participe au championnat du district de Picardie. Opposé à l'Amiens AC et au SC Abbeville, le Stade amiénois, le plus petit des trois clubs, réalise une belle performance en battant une fois l'Amiens AC, double champion de Picardie en titre,,. En mars, les Stadistes parviennent même à faire venir le grand Red Star AC pour disputer un match amical. En mai 1922, un projet de fusion a lieu entre le Stade amiénois et l'Amiens Athlétic Club. Le 15 mai, six membres du Stade et cinq de l'Amiens AC se retrouvent chez Albert Moulonguet, le président de l'AAC, pour définir la fusion. Le nouveau club doit alors prendre le nom d'Amiens Athlétic Stade et prendre les couleurs azur et noir de l'AAC, qui refuse de renier son passé. Face à de telles concessions, le Stade amiénois rejette la fusion en assemblée générale par 81 voix contre 30.

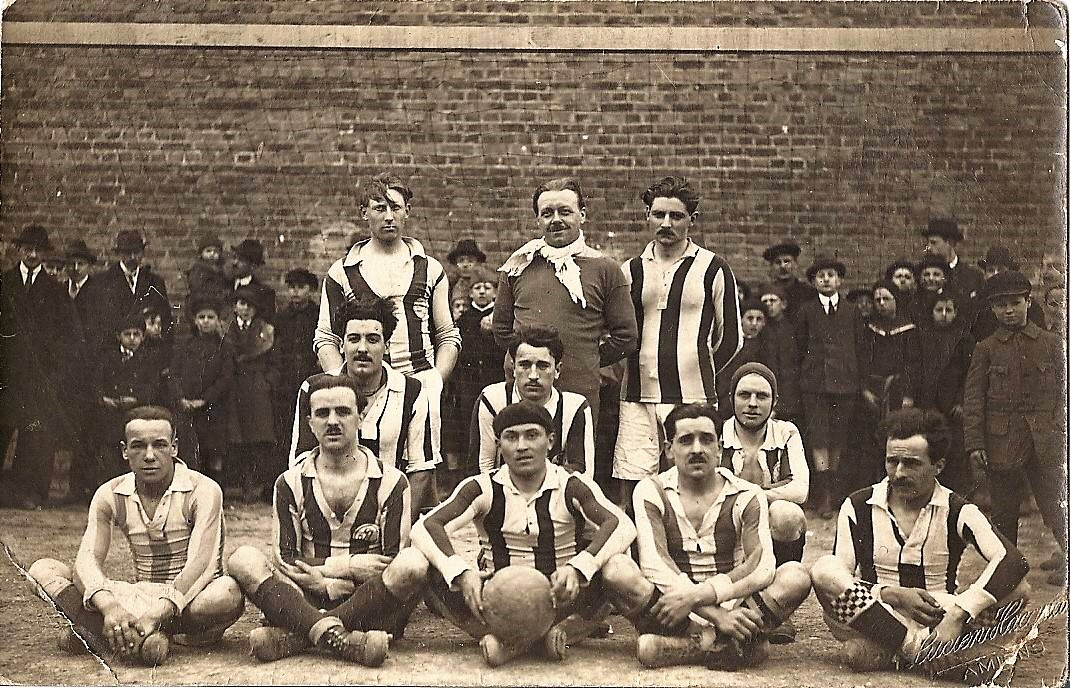
Le Stade amiénois en 1922.

À la fin de la saison 1922-1923, le club accède au niveau régional et à la Promotion d'Honneur Maritime-Picardie,. Après une saison difficile, le club redescend dans la foulée et peine de plus à former de nouveaux joueurs. Il faut attendre la saison 1925-1926 pour voir le club remonter en Promotion d'Honneur. Mais le club peine à faire des recettes et les déplacements imposés par un championnat régional sont coûteux. Le Stade amiénois redescend alors en championnat de Picardie puis remonte en Promotion d'Honneur plusieurs fois. Au début des années 1930, le club n'ambitionne plus le niveau régional et cherche seulement à bien figurer dans le championnat départemental de Picardie. Il y reste jusqu'à la saison 1938-1939, date à laquelle la Seconde Guerre mondiale met fin aux compétitions officielles. De plus, 97 membres du club sont mobilisés.

### Fusion puis absorption par l'Amiens AC (1939-1961)
Le Sporting Club Saint-Leu est fondé le 23 mars 1921 comme filiale de l'Association des Anciens Elèves de l'Ecole du quartier Saint-Leu d'Amiens, avec Réveillon Albert comme président. En 1927, emmené par son capitaine Joseph Paul, le club devient champion de Promotion d'Honneur, le deuxième niveau régional, mais refuse la montée en Division d'Honneur. Le SC Saint-Leu disparait en fusionnant avec le Stade amiénois en 1947.

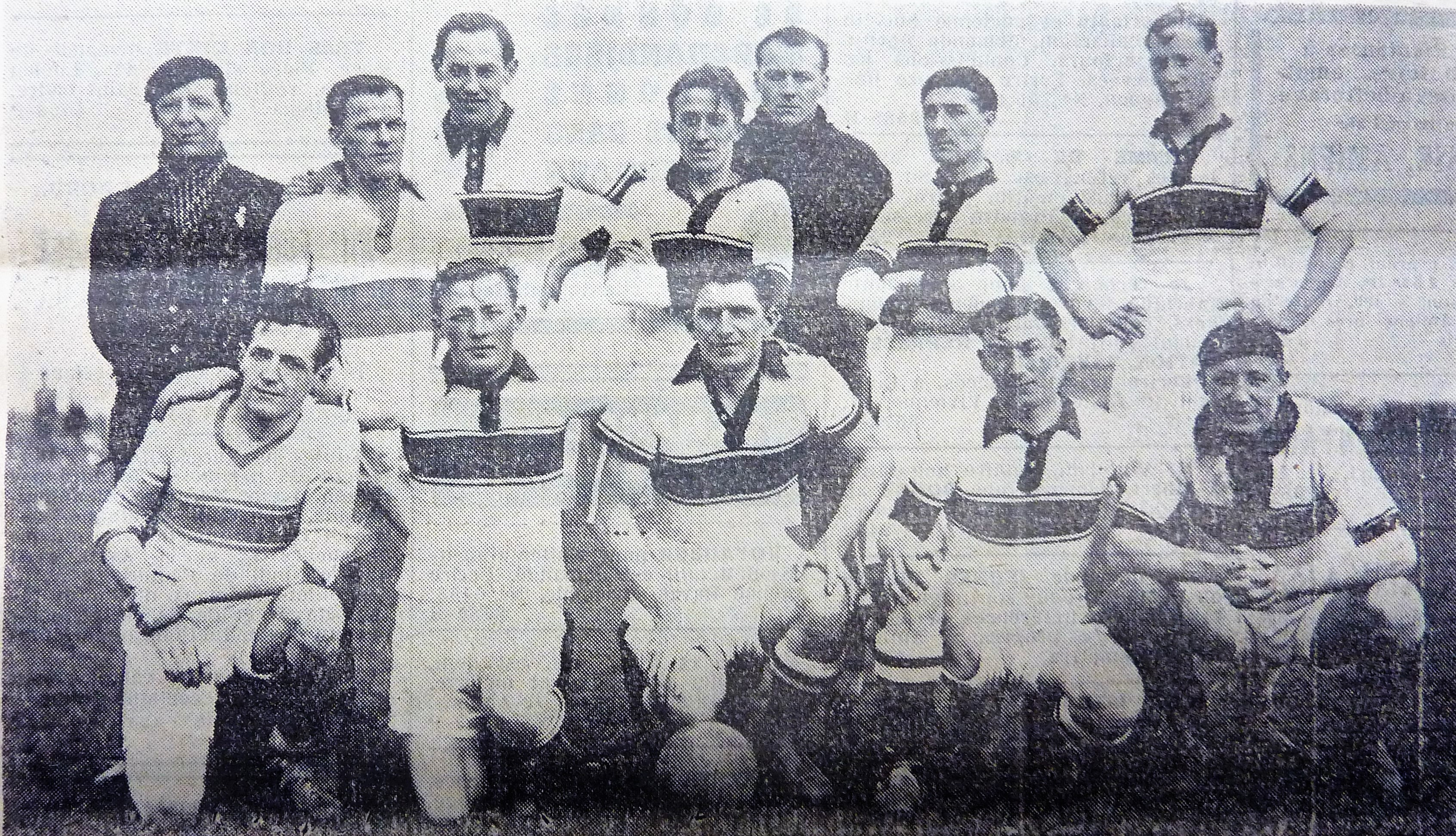
Le Stade amiénois en 1936.

Pendant la guerre, le Stade amiénois parvient à conserver un certain niveau, et s'impose comme le meilleur club amateur de Picardie avec l'Amiens AC, malgré des difficultés économiques. Parmi les matchs amicaux qu'il dispute pendant la guerre, le Stade amiénois n'est ainsi battu que deux buts à un en 1942 par les professionnels du FC Rouen. Il remporte aussi en 1943 un tournoi amical, le Challenge du Souvenir, en battant notamment l'Amiens AC et le RC Arras. À la Libération, le club repart en championnat du district de Picardie. Le club, en proie à des difficultés financières, se maintient difficilement lors de la saison 1946-1947. Des contacts sont alors prit avec le SC Saint-Leu, le principal club du quartier d'Amiens du même nom, lui aussi en difficulté économique, pour envisager une fusion. Les deux clubs se mettent d'accord et fusionnent en avril 1947. Les deux entités repartent en championnat de Picardie sur la place du Stade amiénois, le club étant renommé Amiens Sports. Stade amiénois et SC Saint-Leu amènent leurs terrains et installations, et les dirigeants d'Amiens Sports sont choisis à parts égales entre les deux clubs. Pour la saison 1947-1948, Amiens Sports parvient à engager cinq équipes séniors. L'équipe fanion remporte le championnat de Picardie dès cette saison et est promue en Promotion d'Honneur pour la saison 1948-1949.
Jusqu'en 1961, Amiens Sports évolue tour à tour aux niveaux régional et départemental. L'Amiens AC, le meilleur club de la ville, qui évolue alors en Division nationale du championnat de France amateur, premier niveau amateur, et qui compte onze saisons en professionnel à son actif, prend cette année contact avec les dirigeants d'Amiens Sports pour fusionner. Les deux parties s'entendent et la fusion a lieu le 21 septembre 1961, alors que l'Amiens AC vient de descendre en Division d'Honneur du Nord. En mélangeant les noms des deux clubs, l'Amiens AC est alors rebaptisé Sporting Club d’Amiens, et poursuit son activité sur la base des résultats sportifs et des installations de l'Amiens AC. Le Stade amiénois, renommé entretemps en Amiens Sports, disparait ainsi dans la fusion après 52 ans d'existence.

## Structures du club et culture populaire

### Stades
Dès 1909, le Stade amiénois s'implante dans le quartier Saint-Pierre, à l'est du quartier Saint-Leu, le club étant soutenu financièrement par un débitant de boissons, qui tient lieu de siège social,. Au sortir de la Première Guerre mondiale, le club cherche un nouveau terrain. Implanté sur la rive droite de la Somme, le Stade amiénois refuse de chercher un terrain sur la rive gauche pour ne pas aller concurrencer les clubs qui s'y sont implantés, comme l'Amiens AC. Un industriel vend alors au club un terrain route d'Albert, au nord du quartier Saint-Pierre, le club devant emprunter de l'argent et faire appel à ses membres pour couvrir les frais. Dans les années 1920, environ deux cents à trois cents spectateurs assistent aux matchs, jusqu'à deux fois plus pour les grandes rencontres.

### Nom du club
|                                                 |                                                 |                                                 |                                                 |                                                 |                                                 |  |  | Stade amiénois 1909–1947 n°? puis n°278 | Stade amiénois 1909–1947 n°? puis n°278 | Stade amiénois 1909–1947 n°? puis n°278 | Stade amiénois 1909–1947 n°? puis n°278 | Stade amiénois 1909–1947 n°? puis n°278 | Stade amiénois 1909–1947 n°? puis n°278 |  |  | Sporting Club de Saint-Leu 1921–1947 n°1667 puis n°489 | Sporting Club de Saint-Leu 1921–1947 n°1667 puis n°489 | Sporting Club de Saint-Leu 1921–1947 n°1667 puis n°489 | Sporting Club de Saint-Leu 1921–1947 n°1667 puis n°489 | Sporting Club de Saint-Leu 1921–1947 n°1667 puis n°489 | Sporting Club de Saint-Leu 1921–1947 n°1667 puis n°489 |  |  |  |  |  |  |  |  |
|                                                 |                                                 |                                                 |                                                 |                                                 |                                                 |  |  | Stade amiénois 1909–1947 n°? puis n°278 | Stade amiénois 1909–1947 n°? puis n°278 | Stade amiénois 1909–1947 n°? puis n°278 | Stade amiénois 1909–1947 n°? puis n°278 | Stade amiénois 1909–1947 n°? puis n°278 | Stade amiénois 1909–1947 n°? puis n°278 |  |  | Sporting Club de Saint-Leu 1921–1947 n°1667 puis n°489 | Sporting Club de Saint-Leu 1921–1947 n°1667 puis n°489 | Sporting Club de Saint-Leu 1921–1947 n°1667 puis n°489 | Sporting Club de Saint-Leu 1921–1947 n°1667 puis n°489 | Sporting Club de Saint-Leu 1921–1947 n°1667 puis n°489 | Sporting Club de Saint-Leu 1921–1947 n°1667 puis n°489 |  |  |  |  |  |  |  |  |
| Amiens Athlétic Club 1901–1961 n°647 puis n°240 | Amiens Athlétic Club 1901–1961 n°647 puis n°240 | Amiens Athlétic Club 1901–1961 n°647 puis n°240 | Amiens Athlétic Club 1901–1961 n°647 puis n°240 | Amiens Athlétic Club 1901–1961 n°647 puis n°240 | Amiens Athlétic Club 1901–1961 n°647 puis n°240 |  |  | Amiens Sports 1947–1961 n°278           | Amiens Sports 1947–1961 n°278           | Amiens Sports 1947–1961 n°278           | Amiens Sports 1947–1961 n°278           | Amiens Sports 1947–1961 n°278           | Amiens Sports 1947–1961 n°278           |  |  |                                                        |                                                        |                                                        |                                                        |                                                        |                                                        |  |  |  |  |  |  |  |  |
| Amiens Athlétic Club 1901–1961 n°647 puis n°240 | Amiens Athlétic Club 1901–1961 n°647 puis n°240 | Amiens Athlétic Club 1901–1961 n°647 puis n°240 | Amiens Athlétic Club 1901–1961 n°647 puis n°240 | Amiens Athlétic Club 1901–1961 n°647 puis n°240 | Amiens Athlétic Club 1901–1961 n°647 puis n°240 |  |  | Amiens Sports 1947–1961 n°278           | Amiens Sports 1947–1961 n°278           | Amiens Sports 1947–1961 n°278           | Amiens Sports 1947–1961 n°278           | Amiens Sports 1947–1961 n°278           | Amiens Sports 1947–1961 n°278           |  |  |                                                        |                                                        |                                                        |                                                        |                                                        |                                                        |  |  |  |  |  |  |  |  |
|                                                 |                                                 |                                                 |                                                 |                                                 |                                                 |  |  |                                         |                                         |                                         |                                         |                                         |                                         |  |  |                                                        |                                                        |                                                        |                                                        |                                                        |                                                        |  |  |  |  |  |  |  |  |
| Amiens Sporting Club depuis 1961 n°240          |                                                 |                                                 |                                                 |                                                 |                                                 |  |  |                                         |                                         |                                         |                                         |                                         |                                         |  |  |                                                        |                                                        |                                                        |                                                        |                                                        |                                                        |  |  |  |  |  |  |  |  |
|                                                 |                                                 |                                                 |                                                 |                                                 |                                                 |  |  |                                         |                                         |                                         |                                         |                                         |                                         |  |  |                                                        |                                                        |                                                        |                                                        |                                                        |                                                        |  |  |  |  |  |  |  |  |

### Rivalités
Dans les années 1910 et les années 1920, le Stade amiénois dispute fréquemment des derbys contre l'Amiens AC, le club le plus important de la ville. L'Amiens AC demeure la société sélecte tandis que le Stade amiénois est plus polulaire. Le Journal d'Amiens donne ainsi son compte-rendu d'une victoire en 1921 de l'Amiens AC contre le Stade amiénois un but à zéro en ces termes : « comme à chaque Derby local, les braillards des deux clubs se firent entendre ; rien ne manqua comme intermède puisqu'une reprise de boxe fut esquissée par un spectateur et un arbitre de touche. ».

## Personnalités

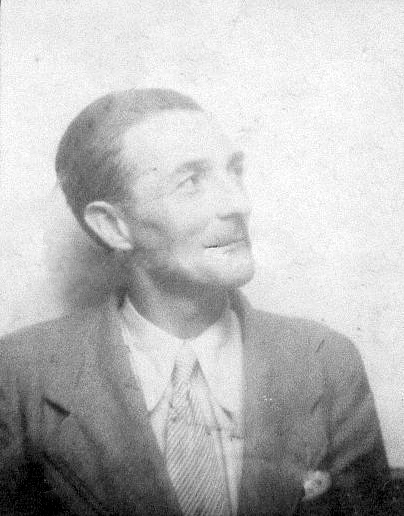
L'international Maurice Thédié joue au Stade amiénois à la fin de sa carrière.

### Dirigeants
En 1911, Pierre Pecquet adhère au club et devient rapidement secrétaire général. Mobilisé pour la Première Guerre mondiale, il est remplacé brièvement en 1914 par Maurice Guichard, avant que Jules Dourlens ne devienne dirigeant unique vers le début du conflit. André Sprécher prend en main le club à partir de 1916, maintenant l'activité du club en dépit de la guerre. Il réorganise le club en 1918, avec Pierre Pecquet et Emile Chevrotin au comité. En 1920, Gaston Goebel est président et Henri Tourbier commissaire sportif en 1922. Paul Pruvost maintient ensuite le club en place pendant la Seconde Guerre mondiale et devient en 1947 directeur sportif d'Amiens Sports après la fusion avec le SC Saint-Leu.

### Joueurs
Le Stade amiénois étant toujours resté amateur, il a connu peu de joueurs d'envergure. Lorsque l'Amiens AC passe professionnel pour la première fois en 1933, il se sépare notamment de Grandsert et de Maurice Thédié, qui rejoignent le Stade amiénois. Thédié, 37 ans, est international français et a remporté la Coupe de France en 1922. Marcel Braun, grand-père du journaliste Didier Braun, fait le chemin inverse. Arrivé à Amiens, il joue trois mois au Stade amiénois en 1921 avant de rejoindre l'Amiens AC, où il reste jusqu'en 1932. D'autre part, Oswald Rupper garde les buts de l'équipe entre 1909 et 1912 avant de reprendre son poste après la guerre lors de la saison 1920-1921. Il devient ensuite l'un des journalistes sportifs les plus importants en Picardie.